# しろうるり
しろうるりは、『徒然草』第60段に登場する言葉。

## 解説
しろうるりは「徒然草」第60段に登場する仁和寺真乗院の盛親僧都がある法師につけた渾名として登場する。僧都自身、しろうるりについては、「さる物を我も知らず。若しあらましかば、この僧の顔に似てん」（そのような物を私も知らない。もしあるとすれば、この法師の顔に似ているだろう）とだけ言及している。作品中には、この他にしろうるりについて触れられた箇所はなく、そのため詳細は知られておらず、僧都の創作の可能性もある。転じて作品中に登場した事物で詳しい言及を全くなされていないものを「しろうるり」と呼ぶことがある。
僧の顔が白瓜に似ており言い損ねたのを知者・豪傑という彼の性格から言い直さなかったという解釈の他、伴信友は白痴の事であろうとし、諸説一定しない。
他作品における用例からは、実態のないものの他に、のっぺりとした顔といった連想でも使用されていたとされる。
「徒然草」が広く読まれるようになった江戸時代には、「しろうるり」へ好奇の目が向けられ、様々な解釈が施され、こうした解釈の延長線上に「白うるり」に具体的な姿を与え天御中主神もしくは国常立神をもとに造型された白うるりの魂と吉田兼好が語り合う謡曲〈白うるり〉が成立し、俳諧では元禄時代に点者の批判書「白うるり」と「黒うるり」が著された。